# Halsnæs Kommune
Halsnæs Kommune (indtil 1. januar 2008: Frederiksværk-Hundested Kommune) er en kommune i Region Hovedstaden efter Kommunalreformen i 2007. Kommunen omfatter Hesselø. Danmarks største sø, Arresø, ligger delvist indenfor kommunen, og arealet af vand udgør derfor omkring 20 km2 af kommunens samlede areal på 121,91 km2.
Kommunen afholdt i maj 2007 en folkeafstemning blandt borgerne om kommunens navn. Vindernavnet blev Halsnæs. 22. maj 2007 besluttede byrådet at ansøge Indenrigs– og Sundhedsministeriet om tilladelse til at ændre kommunenavnet til Halsnæs Kommune pr. 1. januar 2008. 
Halsnæs Kommune er opstået ved sammenlægning af:
- Frederiksværk Kommune
- Hundested Kommune

## Byer
| Kommunens største byer |                   |                   |
| Nr                     | By                | Indbyggere (2025) |
| 1                      | Frederiksværk     | 12.837            |
| 2                      | Hundested         | 8.590             |
| 3                      | Liseleje          | 2.420             |
| 4                      | Ølsted            | 1.944             |
| 5                      | Vinderød          | 1.046             |
| 6                      | Melby             | 783               |
| 7                      | Torup             | 401               |
| 8                      | Evetofte          | 366               |
| 9                      | Ølsted Strandhuse | 328               |

## Politik
| 13 |  | 2 |  | 3 | 4 |  |

| 18 | 7 |

| 8 | 1 | 3 | 3 | 6 |

| 12 | 9 |

| 8 | 1 | 4 | 7 | 1 |

| 13 | 8 |

| 10 | 2 | 2 | 6 | 1 |

| 13 | 8 |

| 11 | 1 | 2 | 1 | 5 | 1 |

| 15 | 6 |

| 11 | 1 | 2 | 1 | 1 | 4 | 1 |

| 15 | 6 |

### Nuværende byråd
| Navn                        | Parti                                    |
| --------------------------- | ---------------------------------------- |
| Steffen Jensen (Borgmester) | Socialdemokratiet - 11 mandater          |
| Annette Westh               | Socialdemokratiet - 11 mandater          |
| Mads Vergo                  | Socialdemokratiet - 11 mandater          |
| Helge Friis                 | Socialdemokratiet - 11 mandater          |
| Matilde Ørsted              | Socialdemokratiet - 11 mandater          |
| Torben Hedelund             | Socialdemokratiet - 11 mandater          |
| Helle Lunderød              | Socialdemokratiet - 11 mandater          |
| Tommy Frøslev               | Socialdemokratiet - 11 mandater          |
| Henrik Tolstrup             | Socialdemokratiet - 11 mandater          |
| Kirsten Lauritsen           | Socialdemokratiet - 11 mandater          |
| Kim Daugbjerg               | Socialdemokratiet - 11 mandater          |
| Michael Thomsen             | Venstre - 4 mandater                     |
| Thomas Møller Nielsen       | Venstre - 4 mandater                     |
| Sune Raunkjær               | Venstre - 4 mandater                     |
| Susan Eirfeldt              | Venstre - 4 mandater                     |
| Anja Rosengreen             | Socialistisk Folkeparti - 2 mandater     |
| Olaf Prien                  | Socialistisk Folkeparti - 2 mandater     |
| Kim Jensen                  | Det Konservative Folkeparti - 2 mandater |
| Frederik Germann            | Det Konservative Folkeparti - 2 mandater |
| Thue Lundgaard              | Enhedslisten - 1 mandat                  |
| Ole S. Nielsen              | Dansk Folkeparti - 1 mandat              |

| Navn             | Skiftet fra                 | Skiftet til                 | Dato            |
| ---------------- | --------------------------- | --------------------------- | --------------- |
| Frederik Germann | Venstre                     | Løsgænger                   | 4. marts 2022   |
| Frederik Germann | Løsgænger                   | Det Konservative Folkeparti | 26. august 2022 |
| Kim Jensen       | Det Konservative Folkeparti | Løsgænger                   | 18. juni 2024   |
| Kim Jensen       | Løsgænger                   | Liberal Alliance            | 29. august 2024 |

### Byråd 2018-2022
| Navn                        | Parti                           |
| --------------------------- | ------------------------------- |
| Steffen Jensen (Borgmester) | Socialdemokratiet - 10 mandater |
| Helge Friis                 | Socialdemokratiet - 10 mandater |
| Annette Westh               | Socialdemokratiet - 10 mandater |
| Helle Lunderød              | Socialdemokratiet - 10 mandater |
| Tommy Frøslev               | Socialdemokratiet - 10 mandater |
| Torben Hedelund             | Socialdemokratiet - 10 mandater |
| Kirsten Lauritsen           | Socialdemokratiet - 10 mandater |
| Sarah Lindemann Thøgersen   | Socialdemokratiet - 10 mandater |
| Henrik Tolstrup             | Socialdemokratiet - 10 mandater |
| Jannik Haulik Jørgensen     | Socialdemokratiet - 10 mandater |
| Steen Hasselriis            | Venstre - 6 mandater            |
| Michael Thomsen             | Venstre - 6 mandater            |
| Thomas Møller Nielsen       | Venstre - 6 mandater            |
| Sune Raunkjær               | Venstre - 6 mandater            |
| Frederik Germann            | Venstre - 6 mandater            |
| Susan Eirfeldt              | Venstre - 6 mandater            |
| Anja Rosengreen             | SF - 2 mandater                 |
| Olaf Prien                  | SF - 2 mandater                 |
| Walter Christophersen       | Dansk Folkeparti - 2 mandater   |
| Gitte Hemmingsen            | Dansk Folkeparti - 2 mandater   |
| Lisbet Møller               | Enhedslisten - 1 mandat         |

| Dato         | Udtrådt       | Indtrådt             | Parti        |
| ------------ | ------------- | -------------------- | ------------ |
| 8. juni 2018 | Lisbet Møller | Thue Lundgaard Curry | Enhedslisten |

### Borgmestre
| Periode   | Navn             | Parti              |
| --------- | ---------------- | ------------------ |
| 2007-2013 | Helge Friis      | Socialdemokraterne |
| 2014-2017 | Steen Hasselriis | Venstre            |
| 2018-     | Steffen Jensen   | Socialdemokratiet  |

## Trivia
- Frederiksværk-Hundested Kommune var med 31 tegn Danmarks længste kommunenavn (efter at Brønderslev-Dronninglund Kommune skiftede navn til Brønderslev Kommune).

## Kirker og sogne
Halsnæs Kommune har 5 sogne Torup, Melby, Frederiksværk-Vinderød, Kregme og Ølsted sogn og 7 kirker Torup, Lynæs, Melby, Vinderød, Frederiksværk, Kregme og Ølsted kirke.
Der ligger desuden Frikirken Salem i Frederiksværk.